# Unik konkurrensfördel
Unik konkurrensfördel eller unik säljfördel innebär att en vara eller tjänst har en fördel som konkurrenterna saknar. Detta är en kraftfull marknadsföringstaktik som används frekvent. Ursprungligen togs begreppet fram för att ge stöd till analys av ett säljande företags marknadsföring av sina erbjudanden där det gäller att tydliggöra det unika i erbjudandet. Begreppet har sedan kommit att spridas för det unika i ett förslag i allmänhet och till andra tillämpningsområden som till exempel innehållet i meritförteckningar, där den arbetssökande önskar föra fram sin unika styrka.
Den engelska internationella facktermen är unique selling proposition eller point, förkortat till USP.